# Jan Filak
Jan Filak (ur. 9 października 1884 w Murckach, zm. 29 marca 1932 w Kostuchnie) – polski urzędnik, działacz narodowy i społeczny.

## Życiorys
Urodził się 9 października 1884 roku w Murckach (późniejsza część Katowic). Ukończył jedynie szkołę ludową, lecz był zdolnym samoukiem, dzięki czemu został urzędnikiem kopalni „Murcki”, a następnie „Boże Dary”, gdzie pod koniec życia był zarządcą materiałów.
Był współzałożycielem (wraz z Karolem Stabikiem) w 1919 roku gniazda Towarzystwa Gimnastycznego „Sokół” w Kostuchnie, którego został prezesem. Ponadto był przewodniczącym okręgowym „Sokoła” w Mikołowie oraz sekretarzem filii Związku Zawodowego Pracowników Umysłowych w Kostuchnie. Założył teatr amatorski, w którym wystawiono jego autorskie utwory.
Nie brał czynnego udziału w powstaniach śląskich, lecz wspierał finansowo ruch powstańczy.
Zmarł na skutek nieszczęśliwego wypadku 29 marca 1932 roku w Kostuchnie (późniejsza część Katowic). Pochowany został na cmentarzu przy ulicy P. Michałowskiego w Katowicach.
Był żonaty z Zofią (1884–1964), miał dzieci.

## Upamiętnienie
- Plac Jana Filaka w Katowicach, na terenie dzielnicy Kostuchna[8].